# Выборы губернатора Пермского края (2025)
Выборы губернатора состоятся в Пермском крае в период с 12 по 14 сентября 2025 года в единый день голосования.
Губернатор избирается на 5 лет. На тот же срок избранный губернатор назначает членом Совета Федерации одного из трёх протеже, заявленных при выдвижении.
На 1 января 2025 года в крае было зарегистрировано 1 969 056 избирателей, из которых около 39,1 % (770 638 избирателей) в краевом центре. Выборы признаются состоявшимися при любой явке, так как порог явки не установлен.

## Предшествующие события
Тогдашний руководитель департамента Федеральной антимонопольной службы Дмитрий Махонин был назначен исполняющим обязанности губернатора Пермского края в феврале 2020 года, сменив на этом посту Максима Решетникова, который был назначен министром экономического развития России. Махонин на выборах губернатора 2020 года баллотировался как независимый кандидат при поддержке «Единой России» и победил на них, набрав 75,69 % голосов избирателей.
В ноябре 2023 года Махонин официально вступил в «Единую Россию» и стал секретарём регионального отделения партии.
В сентябре 2024 года, во время прямого эфира на телеканале «ГТРК-Пермь» губернатор Махонин заявил, что не собирается покидать пост главы региона. В марте 2025 года Махонин встретился с президентом России Владимиром Путиным, в ходе чего получил поддержку президента для переизбрания.

## Кандидаты
Согласно закону о выборах, кандидаты на пост губернатора Пермского края могут быть выдвинуты зарегистрированными политическими партиями или путём самовыдвижения. Кандидат на пост губернатора Пермского края должен быть гражданином Российской Федерации, не имеющим гражданства (подданства) иностранного государства или вида на жительство, и достигшим на день голосования возраста 30 лет. Для регистрации каждый кандидат должен собрать не менее 6 % подписей депутатов и глав муниципальных образований. Кроме того, самовыдвиженцы должны собрать 1 % подписей жителей Пермского края. Также кандидаты в губернаторы выдвигают по 3 кандидатуры в Совет Федерации, а победитель выборов впоследствии назначает одного из представленных кандидатов.
| Кандидат | Кандидат                        | Деятельность/должность (на момент выдвижения)                                                                               | Субъект выдвижения                | Статус                               | Кандидаты в Совет Федерации |
| -------- | ------------------------------- | --- | --------------------------------- | ------------------------------------ | --- |
|          | Ксения Алексеевна Айтакова      | заместитель председателя Законодательного собрания Пермского края                                                           | КПРФ                              | зарегистрирована                     | - Анна Баранова, руководитель фракции КПРФ в Законодательном собрании Пермского края - Мария Дробот, депутат Государственной думы VIII созыва - Владимир Чулошников, депутат Законодательного собрания Пермского края |
|          | Максим Игоревич Гашев           | менеджер по продажам Северного макрорегионального центра ООО «ТК Контур»                                                    | Партия за справедливость!         | отказ в регистрации                  | — |
|          | Егор Владимирович Гилёв         | продавец-универсал ООО «Элемент-Трейд»                                                                                      | самовыдвижение                    | отказ в регистрации                  | — |
|          | Михаил Сергеевич Дьячков        | первый секретарь Пермского краевого отделения партии «Коммунисты России»                                                    | «Коммунисты России»               | отказ в регистрации                  | — |
|          | Александр Григорьевич Запивалов | временно неработающий | самовыдвижение                    | утратил статус выдвинутого кандидата | — |
|          | Александр Анатольевич Зинин     | генеральный директор ООО «Арион-Пермь», специалист отдела продаж ООО «Завод Железобетон»                                    | самовыдвижение                    | отказ в регистрации                  | — |
|          | Людмила Анатольевна Караваева   | пенсионер | Партия пенсионеров                | зарегистрирована                     | |
|          | Вячеслав Юрьевич Лучников       | президент общественно-полезного благотворительного фонда помощи добровольцам Донбасса и членам семей «Добровольцы Донбасса» | «Справедливая Россия — За правду» | отказ в регистрации                  | - Дмитрий Ботин, адвокат - Андрей Кобелев, депутат Законодательного собрания Пермского края, директор ООО «Лысьва-теплоэнерго» - Алексей Ромашов, военный |
|          | Дмитрий Николаевич Махонин      | действующий губернатор Пермского края                                                                                       | «Единая Россия»                   | зарегистрирован                      | - Вячеслав Григорьев, первый заместитель председателя Законодательного собрания Пермского края - Андрей Климов, действующий сенатор от Пермского края - Леонид Политов, первый заместитель руководителя администрации губернатора Пермского края                                                                                             |
|          | Олег Сергеевич Постников        | депутат Законодательного собрания Пермского края                                                                            | ЛДПР                              | зарегистрирован                      | - Николай Благов, депутат Законодательного собрания Пермского края - Алексей Золотарёв, депутат Законодательного собрания Пермского края - Александр Казаков, депутат Думы Добрянского муниципального округа |
|          | Денис Борисович Шитов           | депутат Законодательного собрания Пермского края, генеральный директор ООО «ДубльГИС Поволжье»                              | «Новые люди»                      | зарегистрирован                      | - Николай Богданов, депутат Думы Чайковского городского округа, предприниматель - Сергей Исаев, депутат Законодательного собрания Пермского края, доцент кафедры государственного и муниципального управления ПГНИУ - Алексей Овчинников, депутат Пермской городской Думы, генеральный директор ООО «Инженерная Компания „Новые Технологии“» |